# Sirakovo, Haskovo
Sirakovo (în bulgară Сираково) este un sat în Obștina Mineralni Bani, Regiunea Haskovo, Bulgaria.

## Demografie
Componența etnică a satului Sirakovo
     Turci (5,12%)
     Bulgari (79,51%)
     Romi (14,75%)
     Nicio identificare (0,6%)
La recensământul din 2011, populația satului Sirakovo era de 332 locuitori. Din punct de vedere etnic, majoritatea locuitorilor (79,51%) erau bulgari, existând și minorități de romi (14,75%) și turci (5,12%). Pentru 0,6% din locuitori nu este cunoscută apartenența etnică.